# Peter Nassauer
Peter Nassauer (* 2. Februar 1951 in Heidelberg) ist ein deutscher Schauspieler und Regisseur.

## Karriere
1972 bestand Nassauer die Bühnenreifeprüfung an der Paritätischen Bühnenkommission Stuttgart.
Überregional bekannt wurde Nassauer durch Rollen in den Krimireihen Tatort und Ein Fall für zwei. Außerdem hatte er mehrere Nebenrollen in der Sitcom Familie Heinz Becker.
Über drei Jahrzehnte stand er am Pfalztheater in Kaiserslautern auf der Bühne.
Markant ist Nassauers sonore Stimme.

## Hörspiele (Auswahl)
- 1976: Wilhelm Genazino: Schlorem und Zores. Zwei Hörspiele in Mannheimer Mundart (Sohn Dieter) – Regie: Peter Knorr (Original-Hörspiel, Mundarthörspiel – HR)
- 1998: Heidi Hartmann: Im Schindersgraben. Ein badisch-pfälzisches Mundarthörspiel (Pfarrer) – Regie: Hartmut Kirste (Originalhörspiel, Mundarthörspiel, Kriminalhörspiel – SWR)

Quelle. ARD-Hörspieldatenbank